# Matador (personaje)
Matador es el nombre de un supervillano de ficción que aparece en los cómics estadounidenses publicados por Marvel Comics. Es principalmente antagonista del personaje Daredevil, e hizo su debut en octubre de 1964 en Daredevil #5.

## Biografía

### Manuel Eloganto
Manuel Eloganto fue en su día el torero más famoso de España. Su arte y maestría le hicieron destacar y se convirtió en un diestro mundialmente famoso, sin embargo, su crueldad y brutalidad contra los toros comenzó a despertar controversia entre el público. 
Durante una corrida, el público le abucheó, lo que hizo que se girara hacía ellos y se distrajera del ruedo, momento que aprovechó el toro para embestirle. Manuel resultó gravemente herido, tuvo que ser trasladado al hospital y, aunque sobrevivió al incidente, juró vengarse de toda la humanidad y se dedicó al crimen. A partir de ese momento, desapareció de la escena pública y empezó a urdir malvados planes.
Ya como Matador, se cruzó principalmente con Daredevil y luchó contra él en numerosas ocasiones. Incluso se unió a los Emisarios del Mal y formó equipo con personajes como Electro, Gladiator, Leap-Frog y Stilt-Man. Más tarde se alió irónicamente con Man-Bull, manipulando al Hombre Toro para que le robara el Toro de Oro (Golden Bull) de China. A pesar de que se le considera un "villano de chiste", se las ha arreglado para representar con frecuencia una amenaza para Daredevil.
Más tarde, se reformó, pagó su deuda con la sociedad y decidió no volver a deshonrar el nombre de su familia como había hecho en su juventud. Sin embargo, se convirtió en objetivo de la organización Scourge of the Underworld, pero la Scourge enviada para asesinarle no pudo matarlo, ya que estaba cuidando a sus sobrinos en ese momento.
Años más tarde, parecía haber abandonado la delincuencia y estaba buscando empleo cuando, sin saberlo, se vio involucrado en un plan contra Daredevil en el que se le implantaron falsos recuerdos en la mente para confundir y distraer a Daredevil del verdadero cerebro, The Ringmaster.

### Otras versiones
Juan
Un nuevo personaje, aparentemente sin relación con el Matador original, fue introducido en Daredevil vol. 2 #89. Como uno de los mejores matadores de España, Juan fue contratado por Vanessa Fisk, en un complicado complot contra Daredevil, para llevar a cabo varias estratagemas. Matador aceptó y formaría equipo con Lily Lucca, Tombstone y el abogado Alton Lennox.

## Poderes
Matador no posee poderes reales, pero es extremadamente ágil y rápido. Es un espadachín muy hábil y formidable en el combate cuerpo a cuerpo.

## Armas
Lleva capa y espada, que utiliza tanto para atacar como para defenderse. También se le ha visto portando un látigo.